# Fat Princess
Fat Princess è un videogioco strategico in tempo reale sviluppato dalla Titan Studios scaricabile dal PlayStation Store.

## Modalità di gioco
Fat Princess è un videogioco in single player o multiplayer che consiste in una battaglia tra 32 giocatori con l'obiettivo di catturare la principessa tenuta nel castello del nemico e portarla nella propria base. Si può anche dare del cibo alla principessa nemica custodita per farla ingrassare, in modo che serviranno più nemici a portarla via. Oltre a questa, il gioco prevede diverse modalità e la possibilità di scegliere tra diverse mappe, come arcipelaghi, foreste, montagne, vulcani ed altri ancora.
Esistono principalmente sei classi: oltre al semplice popolano si può scegliere di impersonare un mago, un guerriero, un prete, un arciere o un servitore'ninja e gigante). Per usare una di queste classi basta selezionare il cappello distintivo della classe che si vuole usare, e si può anche potenziare le classi potenziando gli edifici.

## Espansioni
È stata annunciata dagli sviluppatori una serie di espansioni scaricabili per il gioco. La prima, una nuova mappa chiamata New Porc, è stata resa disponibile gratuitamente il 29 ottobre 2009 insieme alla patch 1.03.